# Great North Run
Le Great North Run est une course de semi-marathon se déroulant tous les ans entre les villes de Newcastle upon Tyne et South Shields, au Royaume-Uni. Créée en 1981 par l'ancien coureur de fond Brendan Foster, l'épreuve fait partie du circuit international des IAAF Road Race Label Events, dans la catégorie des « Labels d'or ».

## Palmarès
| N°  | Année | Hommes                                              | Hommes                                              | Hommes                                              | Femmes                                              | Femmes                                              | Femmes                                              |
| N°  | Année | Vainqueur                                           | Pays                                                | Temps                                               | Vainqueur                                           | Pays                                                | Temps                                               |
| --- | ----- | --------------------------------------------------- | --------------------------------------------------- | --------------------------------------------------- | --------------------------------------------------- | --------------------------------------------------- | --------------------------------------------------- |
| 1re | 1981  | Mike McLeod                                         | Royaume-Uni                                         | 1 h 03 min 23 s                                     | Karen Goldhawk (en)                                 | Royaume-Uni                                         | 1 h 17 min 36 s                                     |
| 2e  | 1982  | Mike McLeod                                         | Royaume-Uni                                         | 1 h 02 min 44 s                                     | Margaret Lockley (en)                               | Royaume-Uni                                         | 1 h 19 min 24 s                                     |
| 3e  | 1983  | Carlos Lopes                                        | Portugal                                            | 1 h 02 min 46 s                                     | Julie Barleycorn (en)                               | Royaume-Uni                                         | 1 h 16 min 39 s                                     |
| 4e  | 1984  | Øyvind Dahl (en)                                    | Norvège                                             | 1 h 04 min 36 s                                     | Grete Waitz                                         | Norvège                                             | 1 h 10 min 27 s                                     |
| 5e  | 1985  | Steve Kenyon (en)                                   | Royaume-Uni                                         | 1 h 02 min 44 s                                     | Rosa Mota                                           | Portugal                                            | 1 h 09 min 54 s                                     |
| 6e  | 1986  | Michael Musyoki                                     | Kenya                                               | 1 h 00 min 43 s                                     | Lisa Martin                                         | Australie                                           | 1 h 09 min 45 s                                     |
| 7e  | 1987  | Rob de Castella                                     | Australie                                           | 1 h 02 min 04 s                                     | Lisa Martin                                         | Australie                                           | 1 h 10 min 00 s                                     |
| 8e  | 1988  | John Treacy                                         | Irlande                                             | 1 h 01 min 00 s                                     | Grete Waitz                                         | Norvège                                             | 1 h 08 min 49 s                                     |
| 9e  | 1989  | El Mostafa Nechchadi (en)                           | Maroc                                               | 1 h 02 min 39 s                                     | Lisa Martin                                         | Australie                                           | 1 h 10 min 43 s                                     |
| 10e | 1990  | Steve Moneghetti                                    | Australie                                           | 1 h 00 min 34 s                                     | Rosa Mota                                           | Portugal                                            | 1 h 09 min 33 s                                     |
| 11e | 1991  | Benson Masya                                        | Kenya                                               | 1 h 00 min 28 s                                     | Ingrid Kristiansen                                  | Norvège                                             | 1 h 10 min 57 s                                     |
| 12e | 1992  | Benson Masya                                        | Kenya                                               | 1 h 00 min 24 s                                     | Liz McColgan                                        | Royaume-Uni                                         | 1 h 08 min 53 s                                     |
| 13e | 1993  | Moses Tanui                                         | Kenya                                               | 59 min 47 s                                         | Tegla Loroupe                                       | Kenya                                               | 1 h 12 min 55 s                                     |
| 14e | 1994  | Benson Masya                                        | Kenya                                               | 1 h 00 min 02 s                                     | Rosanna Munerotto                                   | Italie                                              | 1 h 11 min 29 s                                     |
| 15e | 1995  | Moses Tanui                                         | Kenya                                               | 1 h 00 min 39 s                                     | Liz McColgan                                        | Royaume-Uni                                         | 1 h 11 min 42 s                                     |
| 16e | 1996  | Benson Masya                                        | Kenya                                               | 1 h 01 min 43 s                                     | Liz McColgan                                        | Royaume-Uni                                         | 1 h 10 min 28 s                                     |
| 17e | 1997  | Hendrick Ramaala                                    | Afrique du Sud                                      | 1 h 00 min 25 s                                     | Lucia Subano (en)                                   | Kenya                                               | 1 h 09 min 24 s                                     |
| 18e | 1998  | Josia Thugwane                                      | Afrique du Sud                                      | 1 h 02 min 32 s                                     | Sonia O'Sullivan                                    | Irlande                                             | 1 h 11 min 50 s                                     |
| 19e | 1999  | John Mutai (en)                                     | Kenya                                               | 1 h 00 min 52 s                                     | Joyce Chepchumba                                    | Kenya                                               | 1 h 09 min 07 s                                     |
| 20e | 2000  | Phaustin Baha Sulle                                 | Tanzanie                                            | 1 h 01 min 57 s                                     | Paula Radcliffe                                     | Royaume-Uni                                         | 1 h 07 min 07 s                                     |
| 21e | 2001  | Paul Tergat                                         | Kenya                                               | 1 h 00 min 30 s                                     | Susan Chepkemei                                     | Kenya                                               | 1 h 08 min 40 s                                     |
| 22e | 2002  | Paul Malakwen Kosgei                                | Kenya                                               | 59 min 58 s                                         | Sonia O'Sullivan                                    | Irlande                                             | 1 h 07 min 19 s                                     |
| 23e | 2003  | Hendrick Ramaala                                    | Afrique du Sud                                      | 1 h 00 min 01 s                                     | Paula Radcliffe                                     | Royaume-Uni                                         | 1 h 05 min 40 s                                     |
| 24e | 2004  | Dejene Berhanu                                      | Éthiopie                                            | 59 min 37 s                                         | Benita Johnson                                      | Australie                                           | 1 h 07 min 55 s                                     |
| 25e | 2005  | Zersenay Tadese                                     | Érythrée                                            | 59 min 05 s                                         | Derartu Tulu                                        | Éthiopie                                            | 1 h 07 min 33 s                                     |
| 26e | 2006  | Hendrick Ramaala                                    | Afrique du Sud                                      | 1 h 01 min 03 s                                     | Berhane Adere                                       | Éthiopie                                            | 1 h 10 min 03 s                                     |
| 27e | 2007  | Martin Lel                                          | Kenya                                               | 1 h 00 min 08 s                                     | Kara Goucher                                        | États-Unis                                          | 1 h 06 min 57 s                                     |
| 28e | 2008  | Tsegaye Kebede                                      | Éthiopie                                            | 59 min 45 s                                         | Gete Wami                                           | Éthiopie                                            | 1 h 08 min 51 s                                     |
| 29e | 2009  | Martin Lel                                          | Kenya                                               | 59 min 32 s                                         | Jéssica Augusto                                     | Portugal                                            | 1 h 09 min 08 s                                     |
| 30e | 2010  | Haile Gebrselassie                                  | Éthiopie                                            | 59 min 33 s                                         | Berhane Adere                                       | Éthiopie                                            | 1 h 08 min 49 s                                     |
| 31e | 2011  | Martin Mathathi                                     | Kenya                                               | 58 min 56 s                                         | Lucy Wangui                                         | Kenya                                               | 1 h 07 min 06 s                                     |
| 32e | 2012  | Wilson Kipsang Kiprotich                            | Kenya                                               | 59 min 06 s                                         | Tirunesh Dibaba                                     | Éthiopie                                            | 1 h 07 min 35 s                                     |
| 33e | 2013  | Kenenisa Bekele                                     | Éthiopie                                            | 1 h 00 min 09 s                                     | Priscah Jeptoo                                      | Kenya                                               | 1 h 05 min 45 s                                     |
| 34e | 2014  | Mohamed Farah                                       | Royaume-Uni                                         | 1 h 00 min 00 s                                     | Mary Keitany                                        | Kenya                                               | 1 h 05 min 39 s                                     |
| 35e | 2015  | Mohamed Farah                                       | Royaume-Uni                                         | 59 min 23 s                                         | Mary Keitany                                        | Kenya                                               | 1 h 07 min 32 s                                     |
| 36e | 2016  | Mohamed Farah                                       | Royaume-Uni                                         | 1 h 00 min 04 s                                     | Vivian Cheruiyot                                    | Kenya                                               | 1 h 07 min 54 s                                     |
| 37e | 2017  | Mohamed Farah                                       | Royaume-Uni                                         | 1 h 00 min 06 s                                     | Mary Keitany                                        | Kenya                                               | 1 h 05 min 59 s                                     |
| 38e | 2018  | Mohamed Farah                                       | Royaume-Uni                                         | 59 min 27 s                                         | Vivian Cheruiyot                                    | Kenya                                               | 1 h 07 min 44 s                                     |
| 39e | 2019  | Mohamed Farah                                       | Royaume-Uni                                         | 59 min 06 s                                         | Brigid Kosgei                                       | Kenya                                               | 1 h 04 min 28 s                                     |
| —   | 2020  | Course annulée en raison de la pandémie de Covid-19 | Course annulée en raison de la pandémie de Covid-19 | Course annulée en raison de la pandémie de Covid-19 | Course annulée en raison de la pandémie de Covid-19 | Course annulée en raison de la pandémie de Covid-19 | Course annulée en raison de la pandémie de Covid-19 |
| 40e | 2021  | Marc Scott                                          | Royaume-Uni                                         | 1 h 01 min 22 s                                     | Hellen Obiri                                        | Kenya                                               | 1 h 07 min 42 s                                     |
| 41e | 2022  | Jacob Kiplimo                                       | Ouganda                                             | 59 min 33 s                                         | Hellen Obiri                                        | Kenya                                               | 1 h 07 min 05 s                                     |

 Record de l'épreuve